# Subarang
Subarang is een bestuurslaag in het regentschap Aceh Selatan van de provincie Atjeh, Indonesië. Subarang telt 287 inwoners (volkstelling 2010).